# NGC 2770

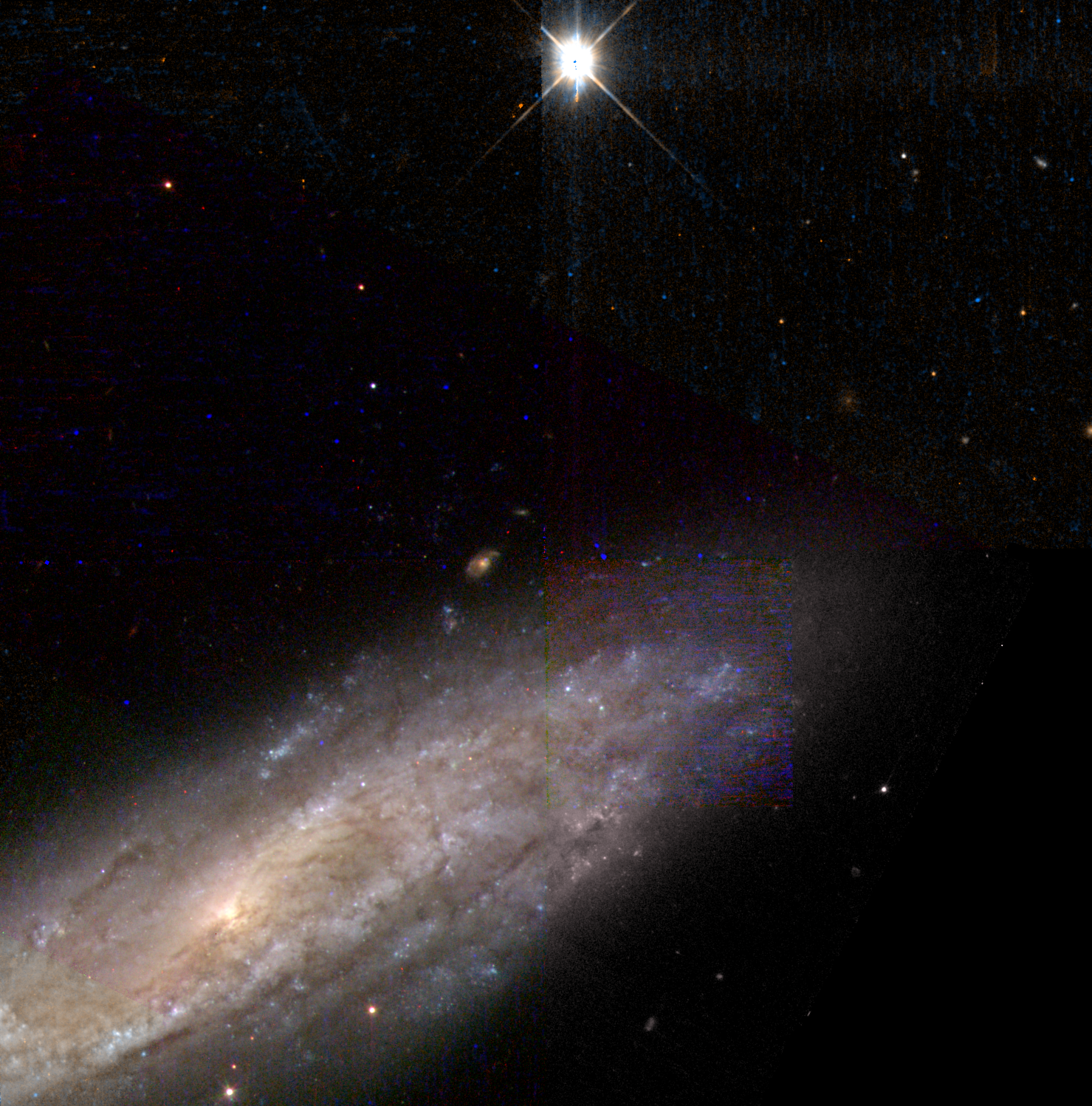
NGC 2770 par le télescope spatial Hubble.

NGC 2770 est une galaxie spirale située dans la constellation du Lynx. NGC 2770 a été découverte par l'astronome germano-britannique William Herschel en 1785.

## Caractéristiques
Sa vitesse par rapport au fond diffus cosmologique est de 2 188 ± 17 km/s, ce qui correspond à une distance de Hubble de 32,3 ± 2,3 Mpc (∼105 millions d'al). 
À ce jour, 19 mesures non basées sur le décalage vers le rouge (redshift) donnent une distance de 28,289 ± 3,978 Mpc (∼92,3 millions d'al), ce qui est à l'intérieur des valeurs de la distance de Hubble. Notons cependant que c'est avec la valeur moyenne des mesures indépendantes, lorsqu'elles existent, que la base de données NASA/IPAC calcule le diamètre d'une galaxie et qu'en conséquence le diamètre de NGC 2770 pourrait être d'environ 40,0 kpc (∼130 000 al) si on utilisait la distance de Hubble pour le calculer. 
La classe de luminosité de NGC 2770 est III et elle présente une large raie HI.

## NGC 2770, une usine de supernovas

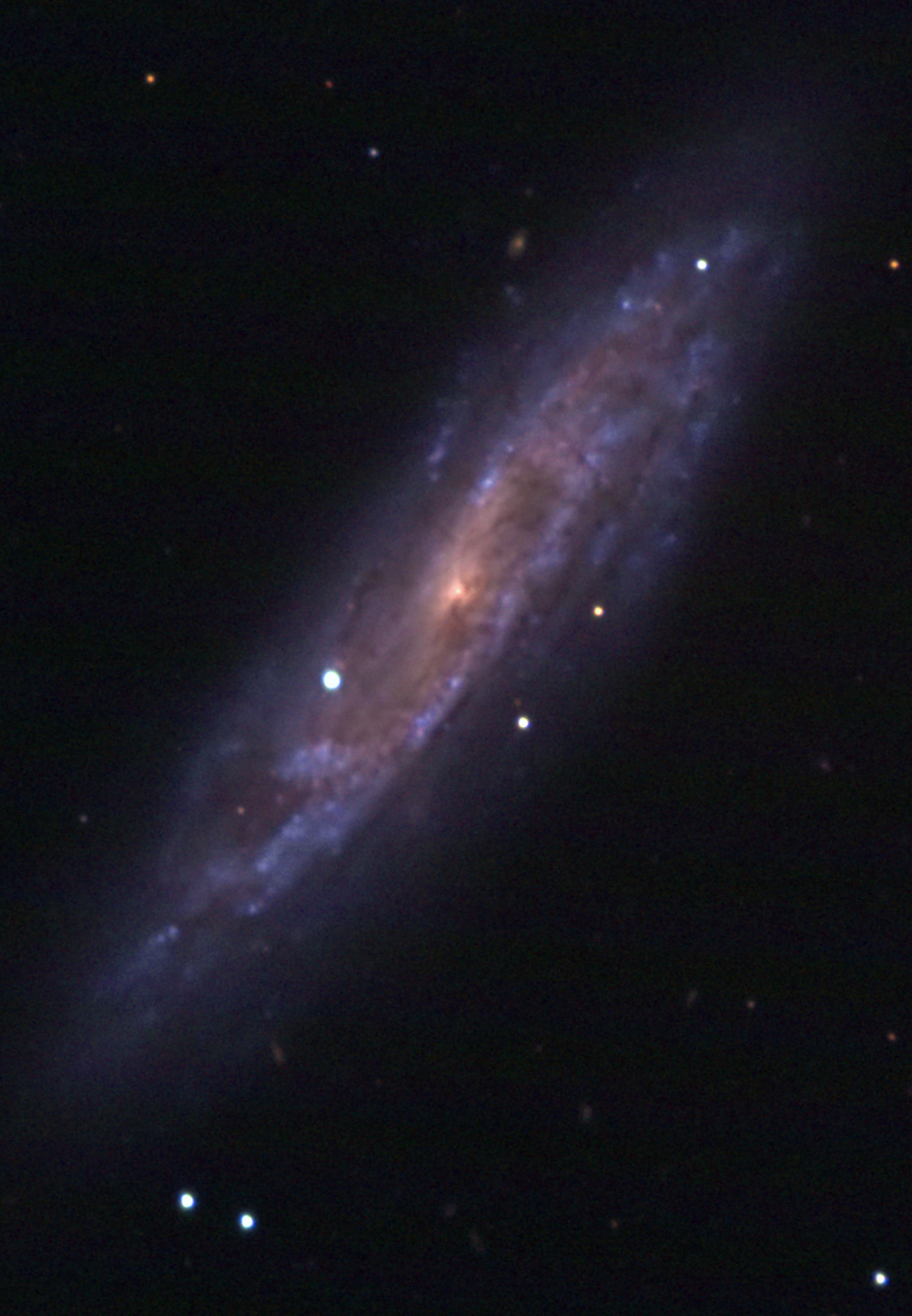
NGC 2770 par l'ESO.
L'image captée le 12 janvier montre la lueur faiblissante de la supernova SN 2007uy (en haut et à droite) la nouvelle supernova découverte SN 2008D (à gauche et en bas du bulbe central brillant)>.

Dans la parution du 18 janvier 2008 du site « Astronomy Picture of the Day », on donne le nom d'usine de supernovas à NGC 2770. L'image montre l'emplacement de trois supernovas qui ont été observées dans cette galaxie entre les années 1999 et 2008, soit les supernovas SN 1999eh, SN 2007uy et SN 2008D. De plus, une autre supernova a été observée en février 2015 (2015bh). À titre de comparaison, un groupe de chercheurs a estimé qu'il se produit en moyenne seulement 4,6 supernovas dans la Voie lactée par siècle.

### SN 1999eh
Cette supernova a été découverte par Mark Armstrong le 12 octobre. Cette supernova était de type Ib,, une supernova où l'étoile s'effondre sur elle-même par la force de sa gravité.

### SN 2007uy
Cette supernova a été découverte par Yoji Hirose le 31 décembre. Cette supernova était aussi de typeIb,.

### SN 2008D
La supernova SN 2008D (en) est aussi de type de type Ib ou plus précisément de type Ibc. Cette supernova a été découvert le janvier par Alicia M. Soderberg et Edo Berger, puis indépendamment par Albert Kong et Tom Maccarone à l'aide du télescope spatial Swift.

Image de SN 2008D dans le domaine des rayons X (à gauche) et dans le visible de SN 2007uy.

### SN 2015bh
SN 2015bh est aussi une supernova à effondrement de cœur, mais de type II car on détecte la présence d'hydrogène dans son spectre. Elle a été découverte en février par Stan Howeton dans le cadre du programme Catalina Sky Survey. Il se pourrait cependant que SN 2015bh soit une supernova imposteuse, soit une étoile bleue variable très massive sur le point de devenir une étoile Wolf-Rayet. Cette étoile aurait éjecté une grande quantité de matière et aurait ainsi mimé une supernova.

## Trou noir supermassif
Selon un article basé sur les mesures de luminosité de la bande K de l'infrarouge proche du bulbe de NGC 2770, on obtient une valeur de 106,1 {\displaystyle M_{\odot }} (1,3 million de masses solaires) pour le trou noir supermassif qui s'y trouve.